# 伊澤多喜男
伊澤多喜男（日语：／ Izawa Takio，1869年12月26日—1949年8月13日），日本伊那縣伊那郡（今長野縣伊那市）人，臺灣總督、東京市長，教育家伊澤修二之弟。

## 生平
1869年出生于日本長野縣，1895年畢業於東京帝大政治科，高等文官及格。任愛知縣等五縣參事官等職後，轉任警視廳部長。1907年起歷任和歌山、愛媛、新潟縣縣知事（縣長），1914年任警視總監，1916年~1941年敕選為貴族院議員。日本治台初期隨樺山資紀總督抵台的學務部長伊澤修二為其兄。
伊澤多喜男婉拒入閣之請而要求台灣總督之職。1924年9月1日起任臺灣第10任總督，喊出「台灣統治之對象非十五萬之（日本）內地人，而為三百數十萬之本島住民」，讓台灣之菁英與智識份子頗為期待。任內大事：1924年台灣青果株式會社成立，推展香蕉的外銷；1925年10月，林本源製糖會社因甘蔗收購價格苛刻而與蔗農（李應章醫師成立之二林蔗農組合）衝突，引發二林事件；1926年6月28日簡吉、趙港在鳳山成立全島農民組合；東部鐵路全線開通；為“蓬萊米”命名。當時，在臺日本人對他果敢親近臺灣人的政策不贊同，莫不批評「伊澤總督是臺灣人」；反之，伊澤時常謾罵日本人的優越感，為要促成啟發臺灣人之好的一面而付出努力，故他在臺灣識者階層的聲望幾乎是歷任總督之冠，從事言論機關的知識階層在他離臺後仍有追慕之風，林呈祿等每赴東京必先訪問伊澤以表敬意，對臺灣民眾依然擁有勢力和信望的他也會對歷任總督的施策加以批判。任內在回東京養病時，被推舉為東京市市長，1926年7月1日去總督乙職，從此長居日本而未再回台灣。
與濱口雄幸有深交，被視為立憲民政黨系的影武者，善權謀，儼然有勢於進步官僚之中。1934年岡田啟介內閣成立時，嘗與後藤文夫等人試圖合組純官僚之內閣。後任樞密顧問官。
有《伊澤多喜男》傳記；《伊澤多喜男關係文書》等文獻傳世。